# Kento Masuda
Kento Masuda (増田 顕人?, Masuda Kento; Chiba, 29 giugno 1973) è un musicista e compositore giapponese di musica classica, smooth jazz e new age di fama internazionale e un nobile d'Europa e Asia. L'Ambasciatore dell'Iniziativa Internazionale per la Pace Nazioni Unite.
Un pianista leader internazionale di Kawai è l'unico giocatore del Crystal Grand Piano da un milione di euro. Masuda ha ricevuto il titolo di Maestro dall'Associazione dei Cavalieri di San Silvestro. Membro del National Academy of Recording Arts and Sciences (The Recording Academy) e il suo lavoro è stato descritto come "uno dei tesori artistici di questo mondo".

## Biografia

### Infanzia
Kento Masuda ha iniziato a suonare la tastiera all'età di 5 anni. Preferiva comporre le sue proprie melodie, invece di suonare i normali repertori e per questo Masuda partecipò a una serie di gare per giovani musicisti di talento. All'età di 10 anni vinse diverse competizioni, tra cui il “Junior Original Competition of Yamaha Music Foundation”.

### Inizio della carriera musicale
Dal 1990, Masuda ha incominciato a esibirsi professionalmente come musicista per la Yamaha all'età di 17 anni, suonando repertori classici e moderni per eventi, cerimonie e all’interno del negozio della Yamaha situato sulla 5th Ave in New York. Solo un anno dopo Masuda ha pubblicato il suo primo album originale Wheel of Fortune. Tra il 1993 e il 1995, Masuda ha vissuto a New York, dove ha lavorato nel campo della produzione musicale. Il successo raggiunto in così giovane età ha posto le basi per una vita dedicata alla musica all'insegna delle esibizioni dal vivo e della produzione musicale.
In questo periodo, Masuda ha lavorato su diversi progetti musicali componendo per programmi radiofonici, videogiochi, programmi televisivi e spot pubblicitari in quel di Tokyo. Composizioni scritte (musica e testo), arrangiate, e suonate su tastiera da Masuda. Masuda ha anche prodotto il suo originale album da solista intitolato Myojyow (una traslitterazione non-standard di 明星, la parola giapponese che indica la “Stella del Mattino” o Venere) il 19 giugno 1998. Da allora ha usato l’alias di “Kent Masuda”. La masterizzazione di Myojyow è stata realizzata da Bobby Hata. Il 26 ottobre 1999, Masuda ha pubblicato Memories. Entrambi gli album sono stati distribuiti negli Stati Uniti, ricevendo critiche positive dalle maggiori compagnie, tra cui l'ufficio amministrativo del Sepetys Entertainment Group di Steve Vai situato a Santa Monica. L'amministratore delegato Ruta Sepetys (che è anche produttore musicale) ha consigliato a Masuda di unire le forze, registrando con l'artista Steve Vai, ma Masuda ha deciso di rimanere un'artista solista.

### Anni 2000
Nel 2000, Masuda ha fondato la sua casa discografica ed etichetta, Kent on Music, Inc. (ASCAP), nonché uno studio di produzione e registrazione a Tokyo. Il sesto album Hands è stato pubblicato il 26 agosto 2003 ed è stato mixato dal produttore Tadashi Namba e masterizzato da Bobby Hata a Los Angeles, in California. Masuda ha usato l'alias di “Kent” nella prima edizione di questo album. L'album è stato presentato al MIDEM a Cannes, in Francia, esordendo nel mercato musicale europeo e riscuotendo molto successo tra il pubblico tedesco, realizzando perfino un'intervista con la Klassik Radio di Amburgo.

### Primo decennio del 2000

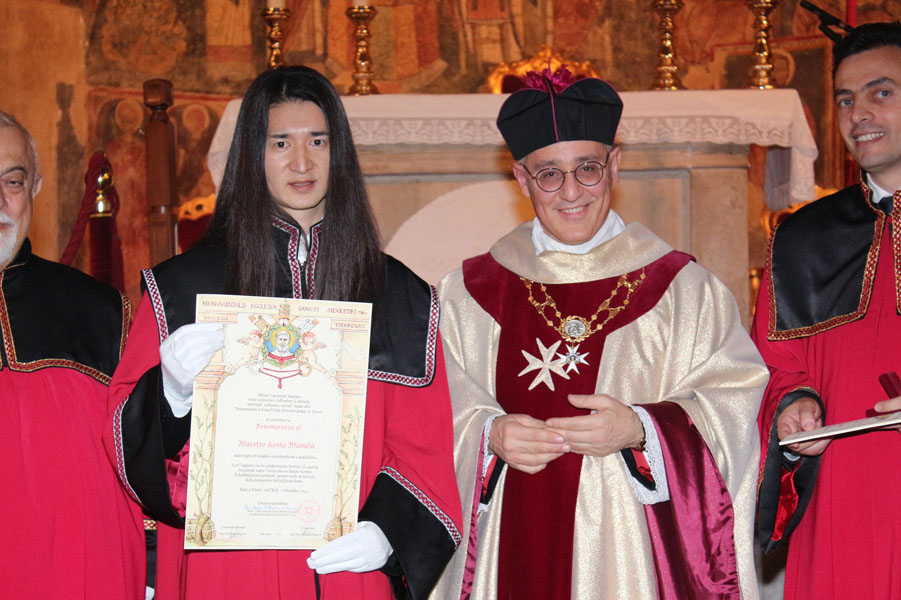
Kento Masuda con monsignor Luigi Francesco Can. Casolini di Sersale

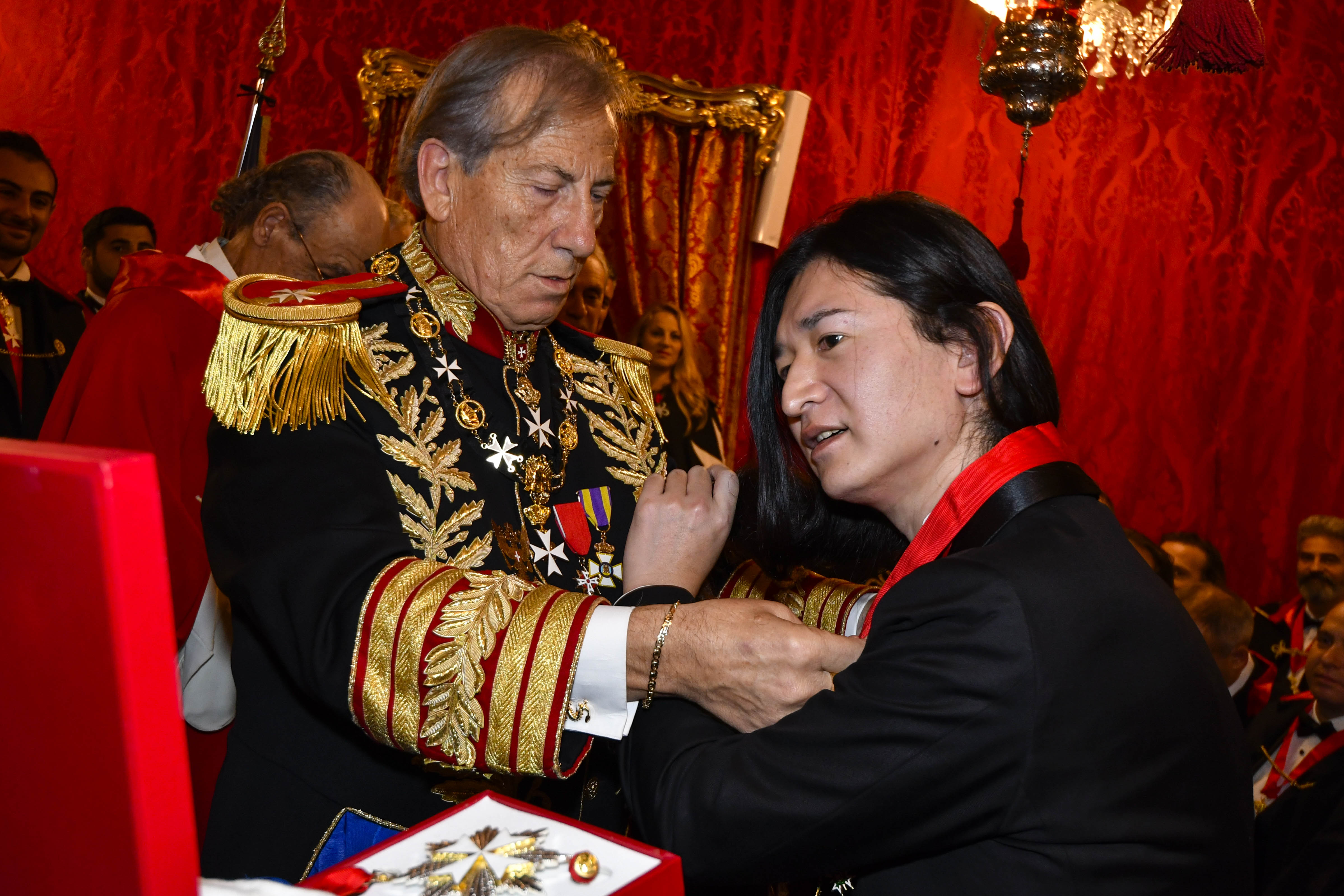
Kento Masuda con S.A.S. Il principe Don Basilio Cali Rurikovich

Nel 2005, Masuda ha firmato con la JPMC Records, un'etichetta svizzera situata a New York ed è diventato membro dell'ASCAP. Da allora, ha utilizzato il suo vero nome, “Kento Masuda”, abbandonando l'utilizzo di pseudonimi. Il suo settimo album, GlobeSounds, è stato pubblicato il 13 giugno 2006 e mixato da Lane Gibson e dal produttore candidato al Grammy, Charles Eller. La masterizzazione di GlobeSounds è stata effettuata da Bobby Hata. Durante la registrazione di GlobeSounds, l'onorevole ambasciatrice Madeleine M. Kunin ha visitato lo studio musicale di Eller situato a Charlotte nel Vermont.
Nel 2007, la musica di Masuda ha continuato ad riscuotere un buon successo grazie ai passaggi su myspace, Last.FM e sulle maggiori stazioni radio internazionali. La sua raccolta di composizioni e registrazioni sono state sponsorizzate su MTV e BBC Music. Nel 2009, Masuda ha girato diversi video musicali: So We Are, Shine On, un film documentario Down to Earth a proposito del suo album GlobeSounds, e Musical Notation and Concrete Poetry (in collaborazione con l'autrice Diana Macs e il poeta portoghese Luís Adriano Carlos).

### Anni 2010
L'ottavo album di Masuda Light Speed è stato pubblicato l’11 settembre 2010. Con una forte enfasi e influenza nella composizione. Dopo ciò, Tree di Masuda (tratto dall’album Globesounds) ha ricevuto una menzione d’onore all’"International Songwriting Competition", nella categoria strumentale, ottenendo una successiva menzione d'onore nel 2012 nella stessa categoria.
Nel 2011, Masuda ha composto dei brani, Hands e Little Tokyo Poetry, per il fashion show del rinomato designer della Femme Autumn Winter 2011–2012 Settimana della moda di Parigi, Yohji Yamamoto. I due hanno continuato a collaborare in occasione del cortometraggio Godsend Rondo, diretto da Tomo Oya a Hokkaidō. In questo film Masuda ha indossato la collezione Ready-to-wear di Yamamoto. Il film Godsend Rondo ha ricevuto più di 100.000 visualizzazione su YouTube e questo lavoro ha vinto numerosi premi..
Il 26 settembre 2012, è stato pubblicato il suo primo album per pianoforte solo All in the Silence, seguito da due performance live Force in the Silence e Force in the Silence 2 al Musicasa Acoustic Concert Hall di Tokyo, in Giappone. Nelle sue performance ha utilizzato melodie classiche, che risaltano la sua esperienza e la sua lunga carriera, con temi che spaziano dai tanti sentimenti della vita ai condivisi, ma non detti, pensieri, che trascendono tutti i confini.
Il 16 aprile 2014, Kento Masuda ha pubblicato il suo decimo album Loved One, prodotto dallo stesso Masuda e da Gary Vandy. Loved One è stato registrato nello Studio Center di Gary Vandy a Miami, il quale ha registrato brani che hanno vinto 8 Grammy e numerosi dischi di platino. Loved One è stata realizzata in collaborazione con i musicisti Paul Messina (Flashpoint) e Kevin Marcus Sylvester (Black Violin) e utilizzando il processo HQCD per una migliore qualità dell'audio.
Il 14 novembre 2014, Masuda, assieme alla cantante, compositrice e arpista giapponese Hiroko Tsuji di Milano, in Italia. La serata aveva lo scopo di connettere i suoni e le voci dell'Oriente con quelli dell'Occidente, attraverso la condivisione dell'idea che la musica è al tempo stesso affermazione assoluta e vita. Il 6 dicembre 2014, Masuda si è esibito nella sede dell'Associazione dei Cavalieri di San Silvestro a Tivoli, in l'Italia.
L'8 febbraio 2015, Kento Masuda, ha partecipato alla 57ª edizione dei Grammy Awards a Los Angeles, California, grazie alle quattro nomination ricevute per il suo album Loved One. 
2015 ha continuato ad essere un anno cruciale per Kento, mentre è stato candidato per la musica di Hollywood Music in Media Awards per la sua composizione "Albero", un pezzo classico del repertorio di Kento 2002. Ha anche ricevuto il riconoscimento globale di Global Music Awards ed è stato premiato come vincitore con una medaglia d'argento per "Addicted" (con Paolo Messina) dal suo ultimo rilascio "Loved One" (2014).
Il 5 luglio 2017, Kento Masuda ha ricevuto un Premio Internazionale di Pace per il Festival "Musica, Performance e Umanità" del H.R.H. Principessa Angelique Monét delle Nazioni Unite (World Peace & Tolerance Summit & Concert) Hamptons al Organizzazione delle Nazioni Unite a New York. Questa selezione si basa sul suo continuo impegno con le arti dello spettacolo e l'impegno nei confronti di progetti umanitari che promuovono la diversità culturale, la conservazione culturale e la pace nel mondo, oltre al vostro contributo innovativo nella musica. Questo gruppo fa parte di New Generation In Action, un'organizzazione sostenuta dalle Nazioni Unite con uno stato consultivo speciale con le Nazioni Unite per lo sviluppo economico e sociale.
Nel 2018, Kento Masuda compose un classico pezzo di marcia che un'Alta Altezza Imperiale gli chiese di scrivere in onore. In termini di un evento unico, Masuda ha anche ricevuto il titolo di Conte dalla dinastia dell'Ordine di Rurik nel 2016.
Masuda ha partecipato alla 61ª edizione dei Grammy Awards insieme alla popstar svedese Elsa Andrén il 10 febbraio 2019.
L'11 maggio 2019, Kento Masuda si è esibito al concerto di gala dei Cavalieri di San Silvestro al St. Regis Roma Grande Hotel. L'Associazione è stata fondata con il desiderio di riunire attorno alla vecchia Chiesa Monumentale di San Silvestro a Tivoli persone importanti con indiscussa profondità intellettuale o di alto profilo scientifico o umano oltre a normali cittadini di buona volontà con un forte senso dell'amore per la storia, per il Arti e un sincero interesse per le tradizioni medievali che hanno dato vita agli Ordini della cavalleria. Masuda esegue anche il suo Signature Model di Kawai Musical Instruments Piano CR-1M. Questo raro pianoforte è limitato a cinque pezzi e € 1 milione di valore di un pezzo.

### Anni 2020
Il 21 dicembre 2021, Kento Masuda ha pubblicato il suo undicesimo album KENTOVERSE, prodotto da Masuda e dal pluripremiato produttore Gary Vandy. Utilizza l'High-resolution audio e FLAC come il processo a 24 bit 96kHz per una qualità del suono superiore. Ogni composizione trasmette emozioni in un intricato intreccio di note,una matrice di ritmi e toni. Le pietre miliari di questo album includono la commissione compositiva dal tema massonico del Grande Architetto dell'Universo a una marcia reale per la Casa di Rurikovich, dove anche Masuda è stato insignito del titolo di Conte. Dove il silenzio è l'anima di ogni cosa, dove il cielo entra nel cuore e diventa universo, dove il tempo non esiste più, dove l'istante è eternità. Ci sono momenti che scandiscono la nostra vita, momenti in cui il tempo si divide in due parti: prima e dopo.
Il 25 dicembre 2022, Masuda ha accettato l'invito ad esibirsi alla cerimonia di apertura delle nuove strutture governative di Katori City, in Giappone. Ha dato un'esibizione particolare, un recital di pianoforte solo. In mattinata, dopo la cerimonia di apertura, Masuda si è esibito davanti ai membri della Camera dei Rappresentanti. Nel pomeriggio, per un'ora, ha deliziato il pubblico con una selezione delle sue composizioni pianistiche.
Oltre ad altre collaborazioni e spettacoli musicali, Kento Masuda ha stretto un partenariato di collaborazione con la Fondazione europea per il sostegno della cultura in Europa. Come parte di questa collaborazione, si esibirà in una serie di spettacoli dal vivo con composizioni tratte da questo ultimo album, Kentoverse.

## Stile e influenze

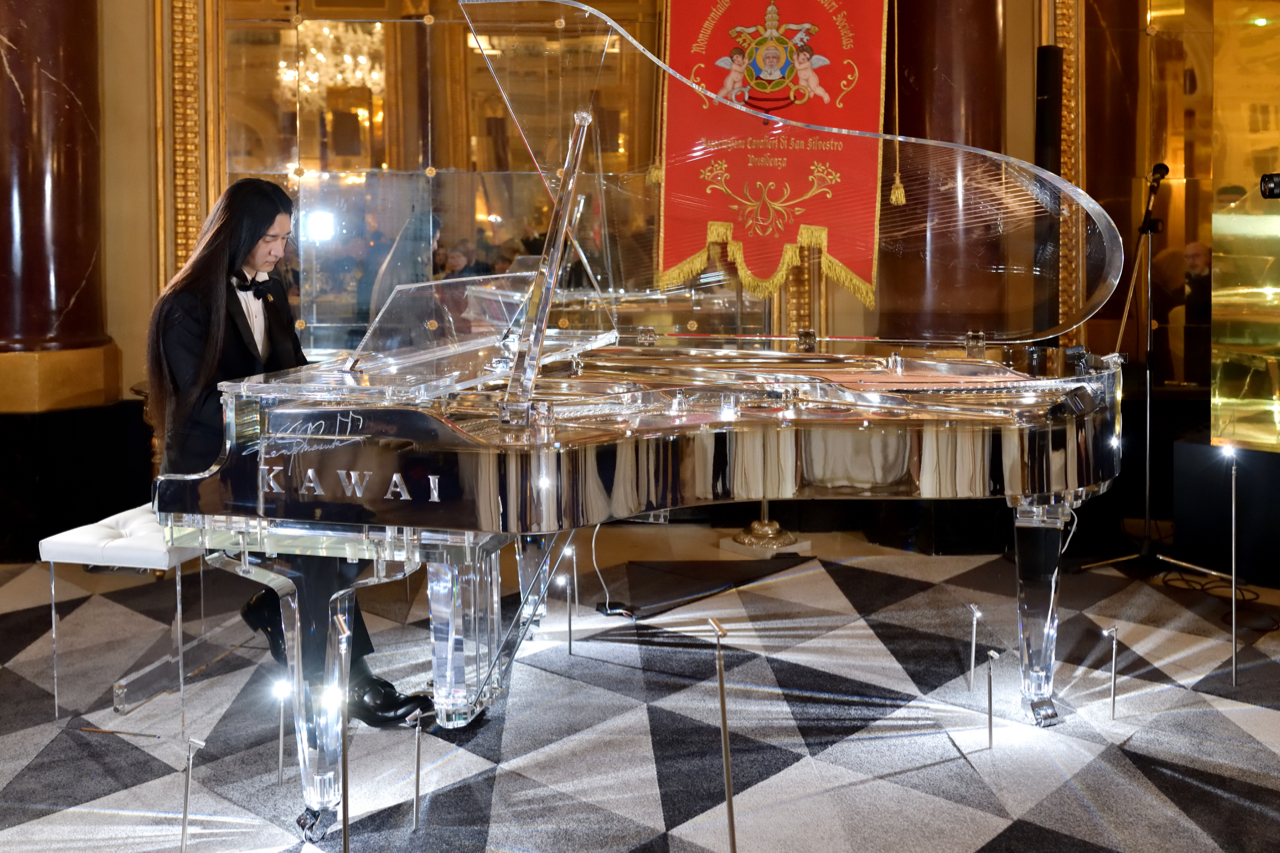
Kento Masuda esegue il suo Firma Modello Pianoforte Kawai CR-1M

L'avventuroso stile compositivo di Masuda è caratterizzato dai complicati righi di spartito per piano con le sue melodie chiare, il ritmo profondo delle percussioni, e gli imponenti strati di ritmo e suono che accompagnano l'ascoltatore in un intero mondo nuovo per ogni nota di passaggio, permettendogli di intraprendere un nuovo e inesplorato sentiero nel mondo del suono cinematografico che risveglia l'immaginazione con la sua incredibile e ambiziosa gamma di suoni.
Nella sua intervista, Masuda ha dichiarato di essere stato influenzato sia da Johann Sebastian Bach, «la sua concezione della musica ha un grande impatto su tutto, anche oggi», sia da Alan Menken, «la musica dei film Disney ha un non so che di magico in sé, promettendo sempre un finale felice».
Secondo Eller, «Kento è un'artista e un incredibile scrittore con una spiccata immaginazione musicale, al di sopra di ogni categoria. La musica è ricca di trame affascinanti, definendo temi articolati che si evolvono durante tutte le suggestive composizioni».
Secondo Vandy, «Kento Masuda è uno dei tesori artistici di questo mondo. La sua musica è sia visivamente espressiva sia melodicamente spirituale. Puoi letteralmente vedere la sua musica. L'unione delle melodie armoniose e dei ritmi scanditi accompagnano l'ascoltatore in un ambiente che gli permette di prendere parte alla sua visione del suono».
Masuda indossa ufficialmente le scarpe di Gianni Gallucci.

## Onorificenze
・2014 Titolo "Cavalierato" e “Maestro”. Onorato da Monsignor Luigi Casolini, premiato ai Cavalieri dell'Ordine di San Silvestro papa.

・2016 Titolo "Cavaliere". Onorato da S.A.S. Il principe Don Basilio Cali Rurikovich, insignito dell'Ordine dei Cavalieri di Malta.

・2016 Titolo "Cavaliere commendatore". Onorato da H.R. & I.H. Il Gran Principe Jorge Rurikovich, insignito dell'Ordine della dinastia Rurik.
 
・2017 Titolo "Commendatore" e “Barone”. Onorato da Don. Michele Maria Biallo, assegnato al Nobile Ordine di San Giorgio di Rougemont (Confrèrie de Rougemont).

・2017 Onorato da Artisan World Festival Peace International Initiative, premiato con il Music, Performance & Humanitarian Award.

・2018 Titolo "Gran Priorato del Giappone". Onorato da Don. Basilio Cali, assegnato all'Sovrano militare ordine di Malta.

・2018 Titolo "Cavaliere di gran croce" Onorato da governo brasiliano, assegnato all'ordine al merito di educazione e integrazione.

・2019 Titolo "Conte" Onorato da H.R. & I.H. Il Gran Principe Hans Máximo Cabrera Lochaber Rurikovich, assegnato all'Rjurikidi.

・2019 Titolo "Commendatore". Onorato dalla Sovrana Istituzione Araldica, assegnato all'araldica brasiliana dell'Ordine Universale di Pace.

・2020 Medaglia d'oro dell'Istituto Umanista del Consiglio Nazionale di Parigi, Francia.

・2020 Onorato dall'Organizzazione Mondiale per i Diritti Umani (Affiliato alle Nazioni Unite), insignito del Certificate of Appreciation.

・2022 Titolo ghanese "Noble Knight" Oheneb Nana Kame Obeng II, assegnato alla casa reale di Sefvi Obeng-Mim.

## Discografia

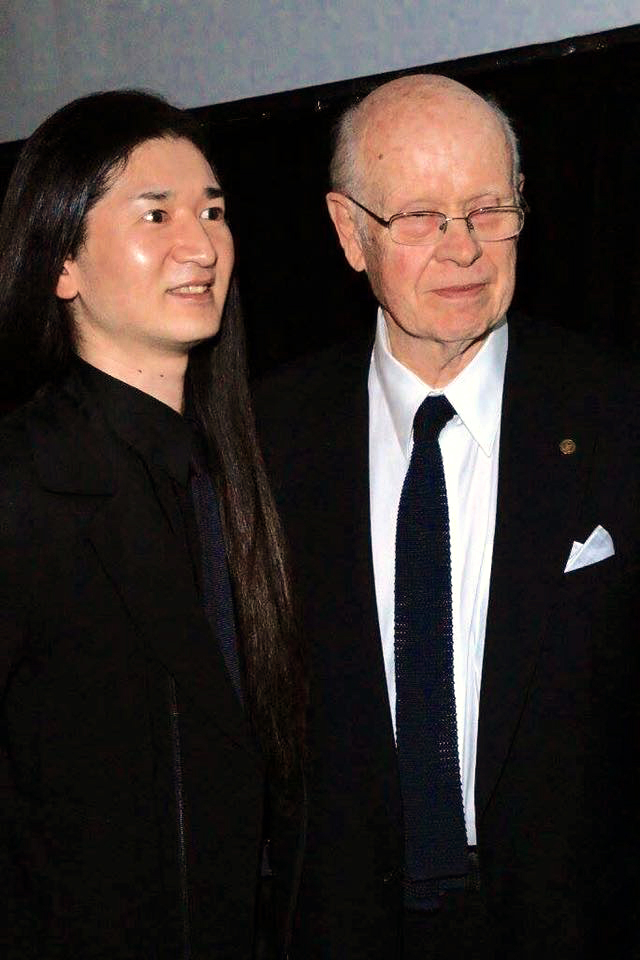
Kento Masuda con Claes Nobel

### Album in studio
|    | Titolo             | Data di uscita    |
| -- | ------------------ | ----------------- |
| 1  | Wheel of Fortune   | 24dicembre 1992   |
| 2  | Fouren             | 14 febbraio 1995  |
| 3  | MYOJYOW            | 19 giugno 1998    |
| 4  | MEMORIES           | 26 ottobre 1999   |
| 5  | Music Magic        | 18 ottobre 2000   |
| 6  | HANDS              | 26 agosto 2003    |
| 7  | GlobeSounds        | 13 giugno 2006    |
| 8  | Light Speed+       | 11 settembre 2010 |
| 9  | All in the Silence | 26 settembre 2012 |
| 10 | Loved One          | 16 aprile 2014    |
| 11 | Kentoverse         | 21 dicembre 2021  |

### Filmografia
|   | Titolo        | Data di uscita   |
| - | ------------- | ---------------- |
| 1 | Godsend Rondo | 11 novembre 2011 |

## Libri
|   | Titolo             | Data di uscita     |
| - | ------------------ | ------------------ |
| 1 | Hands: solo piano  | 2003               |
| 2 | All in the Silence | 26. Settembre 2012 |

## Premi e nomination
| Anno | Premio                                     | Piece nomination      | Categoria                             | Risultato       |
| ---- | ------------------------------------------ | --------------------- | ------------------------------------- | --------------- |
| 2010 | 2003 International Songwriting Competition | Tree                  | Instrumental                          | Vincitore/trice |
| 2012 | 2003 International Songwriting Competition | Externalnet           | Instrumental                          | Candidato/a     |
| 2012 | 2003 International Songwriting Competition | Tree                  | Instrumental                          | Vincitore/trice |
| 2013 | 2003 International Songwriting Competition | Tree                  | Instrumental                          | Candidato/a     |
| 2014 | 2003 International Songwriting Competition | Oath Path             | Instrumental                          | Vincitore/trice |
| 2014 | 2003 International Songwriting Competition | Addicted              | Instrumental                          | Candidato/a     |
| 2014 | 2003 International Songwriting Competition | Tree                  | Instrumental                          | Candidato/a     |
| 2015 | Hollywood Music in Media Awards            | Tree                  | World                                 | Candidato/a     |
| 2015 | Global Music Awards                        | "Addicted"            | Composition                           | Vincitore/trice |
| 2015 | Global Music Awards                        | "Loved One"           | Album                                 | Vincitore/trice |
| 2016 | American Songwriting Awards                | "Oath Path"           | Instrumental                          | Candidato/a     |
| 2016 | American Songwriting Awards                | "Tree"                | World                                 | Candidato/a     |
| 2016 | Hollywood Music in Media Awards            | "Addicted"            | Jazz                                  | Candidato/a     |
| 2017 | Accolade Global Film Competition           | "Godsend Rondo"       | Arts / Cultural / Performance / Plays | Vincitore/trice |
| 2017 | Best Shorts Competition                    | "Godsend Rondo"       | Arts / Cultural / Performance / Plays | Vincitore/trice |
| 2017 | Los Angeles Film Awards                    | "Godsend Rondo"       | Music Video                           | Vincitore/trice |
| 2017 | Festigious International Film Festival     | "Godsend Rondo"       | Music Video                           | Vincitore/trice |
| 2017 | Top Shorts Film Festival                   | "Godsend Rondo"       | Music Video                           | Vincitore/trice |
| 2017 | New York Film Awards                       | "Godsend Rondo"       | Music Video                           | Vincitore/trice |
| 2017 | Hollywood Music in Media Awards            | “Little Tokyo Poetry” | Instrumental                          | Candidato/a     |
| 2017 | Actors Awards Los Angeles                  | "Godsend Rondo"       | Music Video                           | Vincitore/trice |
| 2022 | Song of the Year                           | “Addicted"            | Instrumental                          | Vincitore/trice |

## Vita privata
Masuda ha sposato Ana Alina Masuda.